# Мушечу
Мушечу — покинутое село в Галанчожском районе Чеченской Республики. Входит в Нашхоевское сельское поселение.

## География
Село расположено на северо-восточной части Галанчожского района, к северо-востоку от районного центра Галанчож.
Ближайшие населённые пункты: на севере — сёла Шалажи и Гехи-Чу.

## История
Аул Мушечу ликвидирован в 1944 году во время депортации чеченцев. После восстановления Чечено-Ингушской АССР чеченцам было запрещено возвращаться в свои исконные районы: Галанчожский, Шатойский и Итум-Калинский.